# Aeroportul Barysiai
Aeroportul Barysiai (IATA: HLJ, ICAO: EYSB) este un aeroport din Barysiai⁠(d), Joniškio rajono savivaldybė⁠(d), Lituania ce deservește zona Šiauliai.
Situat la o altitudine de 82 m, aeroportul dispune de o singură pistă.